# Szuiko japán császárnő
Szuiko császárnő (推古天皇; Hepburn-átírással: Suiko tennó) (554 – 628. április 15.) volt Japán 33. uralkodója a hagyományos öröklési sorrend szerint.
Uralkodásának ideje 593-tól egészen haláláig, 628-ig tartott.
Japán történelmében Szuiko volt az első a nyolc uralkodónő közül, aki megszerezte a császárnői címet. A hét császárnő, akik Szuiko után uralkodtak: Kógjoku, Dzsitó, Genmei, Gensó, Kóken, Meisó és Go-Szakuramacsi császárnő volt.

## Élete
Trónra kerülése előtt Szuiko eredeti neve Mikekasija-hime-no-mikoto volt, illetve Tojomike Kasikija hime no Mikotonak is nevezték.
Szuiko császárnőnek számos neve volt még ismert, mint például Nukatabe hercegnő vagy Tojomike Kasikija. Ő volt Kinmei császár harmadik lánya. Édesanyja Szoga no Iname lánya, Szoga no Kitasihime volt. Szuiko volt Jómei császár kishúga, ugyanis közös anyától származtak.
Szuiko császárnő a féltestvére, Bidacu császár hitvestársa volt, de miután Bidacu első felesége meghalt, Szuiko hivatalosan is a házastársává vált és megkapta az Ókiszaki címet (a császár hivatalos hitvese). Hét fiúnak adott életet.
Bidacu császár halála után Szuiko bátyja, Jómei császár került hatalomra, de csak 2 évig uralkodott, mert betegségben meghalt. Jómei halálát követően újabb hatalmi harc alakult ki a Szoga klán és a Mononobe klán között. A Szogák Hacuszebe herceget, míg a Mononobe klán Anahobe herceget támogatták. Most is a Szogák akarata érvényesült, így Hacuszebe herceg foglalta el helyét a trónon 587-ben Szusun császár néven. Ellentét alakult ki a császár és a Szoga klán feje, Szoga no Umako között, ezért Umako – talán félelmében, miszerint Szusun fog először támadni – meggyilkoltatta Jamatoaja no Ataikomával (東漢直駒) 592-ben. Ezután olyan uralkodóra volt szükség, aki kitölti a hatalmi vákuumot. Miután Szuikot felkérték, hogy töltse be az uralkodó helyét a trónon a további hatalmi harcok elkerülése végett, ő lett az első példa Japán történelmében arra, hogy egy nőt választottak uralkodónak.
593: Szusun császár uralkodásának második évében (崇峻天皇二年) meghalt; és kortárs tudósok megállapították, hogy az egykori Bidacu császár felesége a jogos örökös. Röviddel ezután, Szuiko császárnő elfoglalta a trónt (szokui).
A korabeli cím szerint Szuiko nem volt tennó, mivel a legtöbb történész szerint ezt a címet csak Tenmu császár és Dzsitó császárnő uralkodása idején vezették be. Ehelyett feltehetően a Szumeramikoto vagy az Amenosita Sirosimeszu Ókimi (治天下大王) megnevezést használták, melynek jelentése „a nagy királynő, aki uralkodik mindenen az ég alatt”. Szuikot emellett „Nagy Jamato királynőnek” (ヤマト大王/大君) is nevezték.
A következő évben Sótoku herceget nevezték ki régensnek. Habár a politikai hatalom Szuiko uralkodása alatt Sótoku herceg és Szoga no Umako kezében összpontosult, Szuiko korántsem volt tehetetlen. A tény, miszerint ő túlélte és uralkodása fennmaradt, alátámasztja, hogy jelentős politikai ismeretekkel bírt.
599-ben egy földrengés épületeket rombolt le egész Jamato tartományban, a mai Nara prefektúra területén.
Szuiko elutasította Szoga no Umako kérését, miszerint ő kapja meg a császári birodalom Kazuraki no Agata elnevezésű részét 624-ben, ezzel bizonyítva függetlenségét a befolyásolásukkal szemben. A császárnő további eredményeihez tartozik a buddhizmus hivatalos elismerése, amit a Virágzó három kincs ediktumban adott ki 594-ben. Szuiko egy volt az első buddhista uralkodók közül Japánban és letette az apácák fogadalmát röviddel a császárnővé válása előtt.
Uralkodása jellegzetessé vált arról, hogy megnyitotta a kapcsolatot a Szui udvarral 600-ban. Elfogadta a Tizenkét szintű rangrendszert 603-ban, és elfogadta a Tizenhét cikkelyű alkotmányt 604-ben.
A kínai hatvan terminusú naptár (Dzsikkan Dzsúnisi) bevezetése 604-ben Szuiko nevéhez fűződik.
Abban az időben a császári öröklést inkább a klán vezetők határozták meg, nem pedig az uralkodó. Szuiko a halálos ágyán bizonytalan jelzéseket tett és kijelölt két jelöltet a trónra. Az egyik Tamura herceg, Bidacu császár unokája volt, akit a Szoga főcsalád támogatott, Szoga no Emisit is beleértve. A másik örökös jelölt, Jamasiro herceg, Sótoku herceg fia volt, akit a Szoga család kisebbik része pártfogolt. A Szoga klánon belül zajló rövid harc után, melyben Jamasiro herceg egyik fő támogatóját megölték, Tamura hercegre esett a választás és ő foglalta el a trónt, mint Dzsomei császár 629-ben.
Szuiko császárnő 35 éven keresztül uralkodott. Habár volt még hét másik női uralkodó, az utódaik általában az apai császári vérvonal férfi tagjai közül kerültek a trónra. Emiatt néhány konzervatív tudós azt állítja, hogy a nők uralkodása csak ideiglenes volt, és csak a férfi öröklési hagyományt kellett fenntartani. Az egyetlen kivételt Genmei császárnő jelentette, akit lánya, Gensó császárnő követett a trónon.

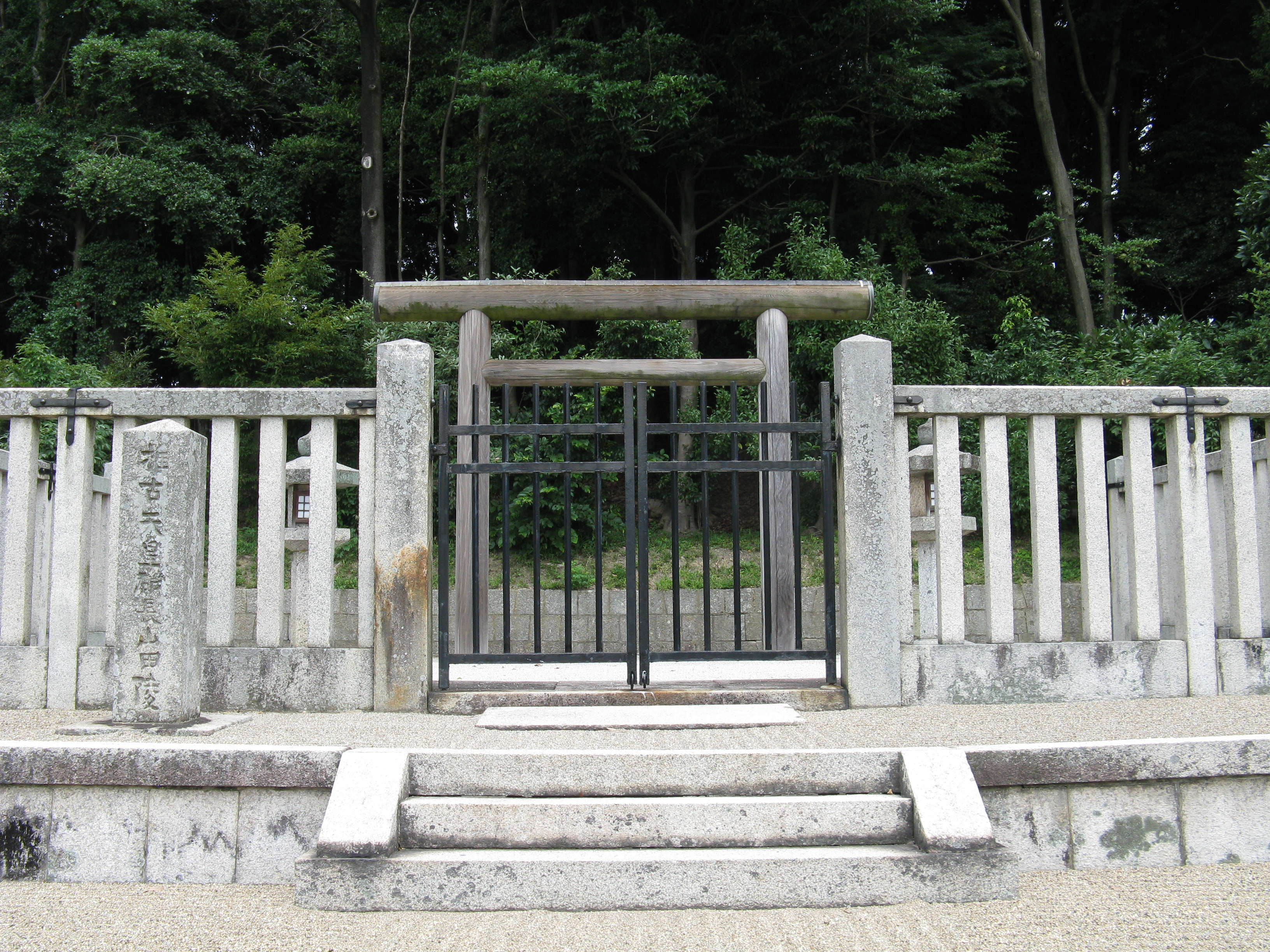
Szuiko császárnő sintó szentélye és mauzóleuma Oszakában

Szuiko császárnő sírjának valódi helye ismert. Tiszteletére egy sintó szentélyt (miszaszagi) állítottak Oszakában.
Az Imperial Household Ügynökség jelölte ki ezt a helyet Szuiko mauzóleumának. Hivatalos megnevezése Sinaga no Jamada no miszaszagi.

## Fordítás
Ez a szócikk részben vagy egészben  az   Empress Suiko című angol Wikipédia-szócikk ezen változatának fordításán alapul.  Az eredeti cikk szerkesztőit annak laptörténete sorolja fel. Ez a jelzés csupán a megfogalmazás eredetét és a szerzői jogokat jelzi, nem szolgál a cikkben szereplő információk forrásmegjelöléseként.